# Springvale (Nouvelle-Zélande)
Pour les articles homonymes, voir Springvale.
Springvale est une banlieue de la cité de Wanganui, dans le district de Wanganui et la région de Manawatu-Wanganui située dans l'Île du Nord de la Nouvelle-Zélande.

## Municipalités limitrophes
Une extension des limites de la zone de résidence urbaine a été proposée en 2018 pour fournir les terrains pour 575 maisons, mais l’extension fit face à une certaine opposition.
En 2018, les maisons dans Springvale sont parmi les plus rapidement vendues dans le pays avec une moyenne de juste 12 jours lors de la vente.
En 2019, les Maori de Whanganui (en) proposèrent de nommer une nouvelle rue Te Repo pour reconnaître un terrain humide, qui existait précédemment dans le secteur, mais la rue fut finalement nommée d’après un sculpteur local: Joan Morrell.

## Springvale Park
Le « Springvale Park» est le principal centre de sport de Whanganui, caractérisé par de pelouses de sport, une piscine, un stade et une piste de bike 
Il abrite une série de rencontres sportives nationales et régionales, concernant plus particulièrement l’Île du Nord comme le basketball et le badminton,
Le parc de bike a pris 18 mois à être construit, et fut largement vandalisé peu après son ouverture en décembre 2018.

## Démographie
La localité de Springvale, comprenant les zones statistiques de : Springvale North, Springvale West et Springvale East, couvre 2,36 km2.
Elle avait une population de 3 372 résidents lors du recensement de 2018 en Nouvelle-Zélande, en augmentation de 258 personnes (8,3 %) depuis le recensement de 2013, et une augmentation de 360 personnes (12,0 %) depuis le recensement de 2006 en Nouvelle-Zélande. 
Il y avait 1 446 logements avec 1 554 hommes et 1 815 femmes , donnant un sexe-ratio de 0,86 homme pour une femme, avec 579 personnes (17,2 %) âgées de moins de 15 ans, 525 personnes (15,6 %) âgées de 15 à 29 ans, 1 359 personnes (40,3 %) âgées de 30 à 64 ans, et 912 personnes (27,0 %) âgées de 65 ans ou plus.
L’ethnicité était pour 84,3 % européens/Pākehā, 15,2 % Māori, 3,0 % personnes originaires du Pacifique, 6,7 % asiatiques et 2,3 % d’une autre ethnicité (le total peut faire plus de 100 % dans la mesure où une personne peut s’identifier avec de multiples ethnicités).
La proportion de personnes nées outre-mer était de 14,9 %, comparée avec les 27,1 % au niveau national.
Bien que certaines personnes refusent de donner leur religion, 45,7 % n’avaient aucune religion, 42,2 % étaient chrétiens, 1,1 % étaient hindouistes, 0,1 % étaient musulmans, 0,6 % étaient bouddhistes et 2,2 % avaient une autre religion.
Parmi ceux d’au moins 15 ans d’âge, 423 personnes (15,1 %) avaient une licence ou un degré supérieur et 642 personnes (23,0 %) n’avaient aucune qualification formelle. 
Le statut d’emploi de ceux d’au moins 15 ans était pour 1 185 personnes (42,4 %) employées à plein temps, 405 personnes (14,5 %) étaient à temps partiel et 75 personnes (2,7 %) étaient sans emploi.
| nom              | population | logements | âge médian | revenus médians |
| ---------------- | ---------- | --------- | ---------- | --------------- |
| Springvale North | 348        | 144       | 53,2 ans   | 27,300 $        |
| Springvale West  | 1572       | 675       | 46,7 ans   | 27,600 $        |
| Springvale East  | 1452       | 627       | 45,6 ans   | 27,300 $        |
| Nouvelle-Zélande |            |           | 37,4 ans   | 31,800 $        |

## Éducation
- L’école de Mosston School est une école primaire, publique, mixte, allant de l’année 1 à 6 [14],[15] avec un effectif de 155 élèves en juillet 2022[16].

- La Faith Academy (en) est une école primaire, mixte, chrétienne intégrée au public allant de l’année 1 à 8 [17],[18] avec un effectif de 139 élèves[19]

Le Springvale Playcentre ouvrit en 1968 et célébra son 50e anniversaire en 2018.